# Gerhard Witten
Gerhard Witten (* 12. Januar 1933 in Neubrandenburg) ist ein ehemaliger deutscher Diplomat. Er war Botschafter der Deutschen Demokratischen Republik in Peru und Bolivien.

## Leben
Witten studierte nach dem Abitur an der Arbeiter-und-Bauern-Fakultät in Greifswald von 1954 bis 1957 an der Deutschen Akademie für Staats- und Rechtswissenschaften in Potsdam-Babelsberg mit Abschluss als Diplom-Staatswissenschaftler.
Ab 1957 war er Mitarbeiter im Ministerium für Auswärtige Angelegenheiten der DDR (MfAA). Von 1958 bis 1959 war er Attaché an der Botschaft der DDR in Peking. Von 1959 bis 1961 war er Mitarbeiter im Sektor China der Ersten Außereuropäischen Abteilung (Ferner Osten) und anschließend von 1961 bis 1965 Mitarbeiter der Sechsten Außereuropäischen Abteilung (Lateinamerika). Von 1965 bis 1969 war er Zweiter Sekretär, von 1971 bis 1974 Botschaftsrat an der Botschaft der DDR in Havanna. Am 18. August 1972 wurde im Beisein Wittens das Ernst-Thälmann-Denkmal auf der Ernst-Thälmann-Insel in der Schweinebucht enthüllt. 1974/1975 war er stellvertretender Abteilungsleiter Lateinamerika im MfAA. Vom 17. September 1975 bis November 1980 war er Botschafter der DDR in Peru, zusätzlich vom 16. Dezember 1976 bis November 1980 auch in Bolivien. Von 1980 bis 1982 war er Sektorenleiter für Gesamtlateinamerikanische Fragen und von 1982 bis 1990 stellvertretender Abteilungsleiter Lateinamerika im MfAA.
Witten war Mitglied der SED.

## Auszeichnungen
- Verdienstmedaille der DDR
- Orden Banner der Arbeit Stufe III (1980)